# Turistická značená trasa 4007
 Turistická značená trasa 4007 je 3,5 km dlouhá zeleně značená trasa Klubu českých turistů v okrese Děčín tvořící alternativní trasu k červeně značené trase 0311 mezi Labskou Strání a ústím Suché Kamenice. Její převažující směr je severní. Trasa se nachází na území CHKO Labské pískovce.

## Průběh trasy
Turistická trasa má svůj počátek západně od Labské Stráně na rozcestí s červeně značenou trasou 0311 spojující Děčín a Hřensko a její stejně značenou odbočkou k vyhlídce Belvedér. S touto odbočkou vede trasa 4007 v krátkém souběhu na nedaleké parkoviště, poté se téměř vrací jižním směrem po lesní cestě na horní okraj schodiště prostupujícího skalními stěnami lemující kaňon Labe. Schodiště je součástí tzv. Mlýnské stezky, která pod ním pokračuje jako lesní pěšina jihozápadním směrem nad dolnožlebský přívoz. Nad ním se trasa stáčí k severu a pokračuje opět jako lesní pěšina souběžně nad silnicí I/62 k soutoku Labe a Suché Kamenice, kde opět končí na rozcestí s červeně značenou trasou 0311.

## Turistické zajímavosti na trase
- Vyhlídka Belvedér
- Kaňon Labe
- Přívoz Dolní Žleb
- Údolí Suché Kamenice